# Ленино (Башкортостан)
Ле́нино (баш. Ленин) — деревня в Чекмагушевском районе Республики Башкортостан Российской Федерации. Входит в состав Новобалтачевского сельсовета. 

## География

### Географическое положение
Расстояние до:
- районного центра (Чекмагуш): 18 км,
- центра сельсовета (Новобалтачево): 2 км,
- ближайшей ж/д станции (Буздяк): 72 км.

## Население
| 2002 | 2009 | 2010 |
| ---- | ---- | ---- |
| 153  | ↗160 | ↘130 |

### Национальный состав
Согласно переписи 2002 года, преобладающая национальность — башкиры (85 %).